# Lekkoatletyka na Igrzyskach Południowego Pacyfiku 1969
Lekkoatletyka na Igrzyskach Południowego Pacyfiku 1969 – zawody lekkoatletyczne podczas Igrzysk Południowego Pacyfiku w Port Moresby.

## Rezultaty

### Mężczyźni
| Konkurencja                        |                                                                         | Wynik   |                                                                                    | Wynik   |                                                                                   | Wynik   |
| ---------------------------------- | ----------------------------------------------------------------------- | ------- | ---------------------------------------------------------------------------------- | ------- | --------------------------------------------------------------------------------- | ------- |
| Bieg na 100 metrów                 | Jean Bourne                                                             | 10,9    | Charles Godden                                                                     | 11,0    | Semi Pulu                                                                         | 11,0    |
| Bieg na 200 metrów                 | Jean Bourne                                                             | 21,8    | Charles Godden                                                                     | 22,1    | Semi Pulu                                                                         | 22,1    |
| Bieg na 400 metrów                 | Saimoni Tamani                                                          | 48,8    | Penisimani Tuipulotu                                                               | 49,3    | Joseph Wéjièmé                                                                    | 50,1    |
| Bieg na 800 metrów                 | Saimoni Tamani                                                          | 1:57,3  | Osea Malamala                                                                      | 1:58,7  | Peceli Tuinakauvadra                                                              | 1:58,9  |
| Bieg na 1500 metrów                | Raka Vele                                                               | 4:08,6  | Michel Guepy                                                                       | 4:11,9  | Peceli Tuinakauvadra                                                              | 4:12,3  |
| Bieg na 5000 metrów                | Phillip Kayo                                                            | 16:02,8 | Robert Morgan-Morris                                                               | 16:03,0 | Usaia Sotutu                                                                      | 16:05,0 |
| Bieg na 10 000 metrów              | Usaia Sotutu                                                            | 33:13,2 | Phillip Kayo                                                                       | 33:17,0 | Robert Morgan-Morris                                                              | 33:17,2 |
| Maraton                            | Julien Gohe                                                             | 2:49:19 | Gari Vagi                                                                          | 2:59:13 | Robert Morgan-Morris                                                              | 3:03:10 |
| Bieg na 3000 metrów z przeszkodami | Usaia Sotutu                                                            | 9:48,8  | Nowame Vuto                                                                        | 10:02,0 | Tony Bowditch                                                                     | 10:09,6 |
| Bieg na 110 metrów przez płotki    | Penisimani Tuipulotu                                                    | 15,0    | Charles Tétaria                                                                    | 15,0    | Jean Salmon                                                                       | 15,7    |
| Bieg na 400 metrów przez płotki    | Penisimani Tuipulotu                                                    | 53,6    | Moses Purpuruk                                                                     | 55,7    | Marcel Blameble                                                                   | 56,4    |
| Skok wzwyż                         | Jean Salmon                                                             | 1,88    | Ludovico Manuafina                                                                 | 1,88    | Pierre Léontieff-Téahu                                                            | 1,83    |
| Skok o tyczce                      | Yannick Bonnet de Larbogne                                              | 4,22    | Stanley Drollet                                                                    | 4,02    | Joseph Buboi                                                                      | 3,66    |
| Skok w dal                         | Christian Kaddour                                                       | 7,03    | Georges Lepping                                                                    | 6,97    | Jacques Pothin                                                                    | 6,84    |
| Trójskok                           | Christian Kaddour                                                       | 14,58   | George Fafale                                                                      | 14,48   | Piewavagi Waea                                                                    | 14,37   |
| Pchnięcie kulą                     | Arnjolt Beer                                                            | 17,89   | Martial Bone                                                                       | 14,17   | Lolesio Tuita                                                                     | 13,85   |
| Rzut dyskiem                       | Arnjolt Beer                                                            | 50,22   | Martial Bone                                                                       | 43,88   | Viliame Liga                                                                      | 39,24   |
| Rzut młotem                        | Henri Wetta                                                             | 43,14   | Martial Bone                                                                       | 43,08   | Arnjolt Beer                                                                      | 41,84   |
| Rzut oszczepem                     | Lolesio Tuita                                                           | 72,76   | Petelo Wakalina                                                                    | 67,90   | Viliame Liga                                                                      | 62,28   |
| Dziesięciobój                      | Raki Leka                                                               | 6185    | Alipeti Latu                                                                       | 6010    | Charles Tétaria                                                                   | 5896    |
| Sztafeta 4 × 100 metrów            | Nowe Hebrydy · Jean Bai · Yves Rolland · Seru Korikalo · Charles Godden | 42,5    | Fidżi · Alec Eastgate · Roy Thomas · Samuela Yavala · Eliki Nukutabu               | 42,8    | Polinezja Francuska · Jean Salmon · Emile Roche · Alexandre Aunoa · Jean Bourne   | 42,9    |
| Sztafeta 4 × 400 metrów            | Fidżi · Saimoni Tamani · Lasarusa Waqa · Samuela Yavala · Osea Malamala | 3:19,6  | Terytorium Papui i Nowej Gwinei · Brother Gough · D. Uvah · Geno Pou · Loko Kilore | 3:22,2  | Nowa Kaledonia · Joseph Wéjièmé · Didier Lacabanne · Marcel Blameble · Honoré Iwa | 3:22,9  |

### Kobiety
| Konkurencja                    |                                                                                                  | Wynik  |                                                                                | Wynik  |                                                          | Wynik  |
| ------------------------------ | ------------------------------------------------------------------------------------------------ | ------ | ------------------------------------------------------------------------------ | ------ | -------------------------------------------------------- | ------ |
| Bieg na 100 metrów             | Keta Iongi                                                                                       | 12,8   | Naomi Taraingal                                                                | 12,9   | Torika Varo                                              | 13,0   |
| Bieg na 200 metrów             | Keta Iongi                                                                                       | 25,7   | Saria Kaluat                                                                   | 25,9   | Naomi Taraingal                                          | 26,3   |
| Bieg na 400 metrów             | Kito Kaida                                                                                       | 59,1   | Torika Varo                                                                    | 59,4   | Salitia Pipit                                            | 59,5   |
| Bieg na 800 metrów             | Salitia Pipit                                                                                    | 2:22,3 | Kito Kaida                                                                     | 2:22,3 | Alisi Qalo                                               | 2:25,4 |
| Bieg na 80 metrów przez płotki | Keta Iongi                                                                                       | 12,1   | Naomi Taraingal                                                                | 12,4   | Dominique Chaze                                          | 12,4   |
| Skok wzwyż                     | Henriette Wahuzue                                                                                | 1,54   | Ines Elocie                                                                    | 1,50   | Lauria Meindu                                            | 1,50   |
| Skok w dal                     | Miriama Tuisorisori                                                                              | 5,24   | Delilah Exon                                                                   | 5,23   | Jane Phineas                                             | 5,16   |
| Pchnięcie kulą                 | Marie-Claude Wetta                                                                               | 12,19  | Atanasia Fenuafanote                                                           | 11,77  | Eleanor Phillips                                         | 11,45  |
| Rzut dyskiem                   | Lois Lax                                                                                         | 41,42  | Mereoni Vibose                                                                 | 38,82  | Marie-Claude Wetta                                       | 36,98  |
| Rzut oszczepem                 | Élise Poaniewa                                                                                   | 42,58  | Mereoni Vibose                                                                 | 41,70  | Soana Simutoga                                           | 41,56  |
| Pięciobój                      | Keta Iongi                                                                                       | 3801   | Eleanor Phillips                                                               | 3742   | Yvonne Harry                                             | 3460   |
| Sztafeta 4 × 100 metrów        | Terytorium Papui i Nowej Gwinei · Kito Kaida · Delilah Exon · Asenata Kalamana · Neomi Taraingal | 52,0   | Nowe Hebrydy · Leisdale Mangawai · Lois Hafu · Merilyn-Rose Leo · Saria Kaluat | 54,7   | Guam · M. Manibusan · I. Cruz · J. Cruz · Lilian Taitano | 56,8   |